# Art Style
Art Style（アートスタイル）とは、ニンテンドーDSiウェアとWiiウェアのソフトラインナップの一つ。ゲームボーイアドバンスで展開されていたbit Generationsに続くシリーズ。
日本国外では、bit Generationsのソフトも含め、Art StyleとしてWiiウェアで展開されている。
開発は、bit Generationsと同じく『DIGIDRIVE』以外の作品はSKIPで『DIGIDRIVE』はキュー・ゲームス。販売は任天堂が行っている。

現在はニンテンドーDSiショップ、Wiiショッピングチャンネル、およびニンテンドーeショップの全てのサービスが終了しているため購入することはできない。

## ニンテンドーDSiウェア版ラインナップ
全7タイトル展開。

### AQUARIO
『アクアリオ』。2008年12月24日発売。

#### 概要
深海をモチーフに、画面内のフィールド「パイプ」に表示される様々な色の「パネル」を動かして、同じ色のパネルを縦か横に3つ揃えて消していき、画面右部に表示される「ダイバー」を深海へ潜らせていくパズルゲーム。
プレイヤーが操作する「枠」は縦2マスのタイプ、横2マスのタイプ、縦横2x2の正方形タイプと3種類から選択。方向キーの上下で枠を移動、LボタンとYボタンで枠内のパネルを左回転、RボタンとBボタンで枠内のパネルを右回転させる。Aボタンを押すことにより、枠内にあるパネルをパイプ内に押し込む。そして枠内のパネルを押し込んだ際にパイプから押し出されたパネルは次に操作するパネルとなる。この行為を繰り返していき、同じ色のパネルを縦か横に3つ揃えるとパネルを消すことができ、画面右部に表示されるダイバーを下の方へ潜らせることができる。パネルを消すと、枠に「白い光」が表示され、枠の上を回り始める。そして白い光が消える前に別のパネルを消すことにより「チェイン(連続消し)」となり、ダイバーを通常よりも素早く潜らせることができ、パネルを消した際に鳴る効果音も賑やかなモノになっていく。その際、チェーンを繋げている状態で、パネルを押し込んだ回数が2回以内でパネルを消すと「チェーンボーナス」となり、2回で消すと3回以上よりも素早く、1回で消すと2回よりも素早くダイバーを潜らせることができる。画面の上からは暗闇を模した「ゲームオーバーライン」が下がってきて、パネルの見える範囲が段々狭くなってゆく。そしてゲームオーバーラインが下画面の一番下まで下がり、画面中が真っ暗になってしまうとゲームオーバーとなる。下がったゲームオーバーラインはパネルを消すことにより少し押し上げることができる他、後述の「アイテムパネル」を揃えて消すことにより、ゲームオーバーラインを上画面の一番上まで一気に押し上げることができる。

#### パネルの種類
カラーパネル
通常のパネル。同じ色のパネルを縦か横に3つ揃えることで消すことができる。レベルが進むことにより、パネルの色が多くなっていく。
ブロックパネル
斜線が入った四角が描かれた黒色のパネル。このパネルは縦か横に3つ揃えても消すことができないが、隣接するパネルが消えた時に、そのパネルと同じ色に変化する性質を持つ。
アイテムパネル
四角い枠が描かれたパネル。一定時間が経過すると、パイプ内のいずれかのパネルが白く光りだし、このパネルに変化する。そしてこのパネルを3つ揃ろえることにより、下がったゲームオーバーラインを上画面の一番上まで一気に押し上げることができる。なお、パネルの四角い枠と変化前の白い光は、ゲームオーバーラインに覆われて、パネルが見えなくなっている場所でも光って見えるようになっている。

#### 収録モード
INTERVAL DIVE
「レベル(面)」をクリアしていくモード。レベルは「第1パート」と「第2パート」で構成されており、第1パートではパネルを消して、下画面の一番下にあるゴールマークである「星マーク」までダイバーを潜らせていく。そして星マークまで到達できると第2パートが開始。「パズルパネル」による見本図が数秒間表示された後、パズルパネルがバラバラに配置される。その後はバラバラになったパズルパネルを動かしていき、ゲームオーバーラインが下画面の一番下までに到達するまでに見本通りの図に繋げ直すことができるとレベルクリアとなる。なお、第2パートでのゲームオーバーラインは暗闇ではなく、赤い線となっている。なお、クリア済みのレベルをプレイすると、画面右部のレベルの進行具合を表示する部分に、そのレベルのベストタイムを元にした「目標クリアタイム」が赤い矢印で表示される。
ENDLESS DIVE
ゲームオーバーになるまでパネルを消し続け、潜れた距離を競うモード。レベルはダイバーが下画面の一番下まで到達する事で上昇する。ゲームオーバーまでに潜れた距離は枠のタイプ別に記録される。
AQUARIUM
INTERVAL DIVEでのリザルト画面で下画面に表示される水生動物のムービーを鑑賞できるモード。

### DECODE
『デコード』。2008年12月24日発売。

#### 概要
画面に次々と現れるデジタル数字を足して10になる組み合わせになるように並べ替えて、数字を消していくパズルゲーム。ニンテンドーDSi本体を縦持ちにしてプレイする。
タッチペンで数字をスライドすることで数字が縦横に移動・反転する。反転した場合、数字として認識されなくなるもの、反転前と違う数字になるもの、変化のないものがある。縦または横に並ぶ数字が足して10になるよう、数字の列の始点と終点をタッチして消していく。この時、消えていく数字と別の数字を組み合わせて消すことで「連鎖消し」が成立し、モードにより様々なメリットが得られる。また他の数字とは色が違う数字が流れてくることがあり、この数字は移動させることはできないが、他の数字と組み合わせて消すと画面上にある同じ数字を全て消すことができる。
DSダウンロードプレイにより、本ソフトを収録したニンテンドーDSi本体1台と、もう1台のニンテンドーDSシリーズ本体(ニンテンドーDS、DS Lite、DSi)での対戦も可能。

#### 収録モード
NORMA MODE
ステージ毎に指定されたノルマの数だけ数字を消していくモード。左画面の左側から次々と数字が流れて行き、画面中が数字で埋まってこれ以上数字が流れない状態になるとゲームオーバーとなる。連鎖消しを成立させるとノルマを通常よりも多く減らすことができる。
PUZZLE MODE
用意された全ての数字をできるだけ少ない手数で消していくモード。このモードではゲームオーバーは存在しない。
ENDLESS MODE
その名の通り、画面中が数字で埋まりゲームオーバーになるまで数字を消し続けていくモード。このモードで連鎖消しを成立させると高得点が得られる。
VS MODE
2人で対戦するモード。左画面に相手のフィールドが、右画面に自分のフィールドが表示される。3つ以上の数字を使って消すことにより、相手のフィールドに新しい数字を送ることができ、横に並んでいる6つの数字を一度に消すことで相手側の数字をシャッフルさせることができる。ただし、連鎖消しで6つの数字を消した場合は相手側の数字をシャッフルさせることはできない。数字は画面上部から流れてきて、先に画面中に数字が埋まってしまった方が負けとなる。

### PiCOPiCT
『ピコピクト』。2009年1月28日発売。

#### 概要
下画面のフィールドに並べられた「ピクト(1ステージ最大6色)」を、画面の上から落ちてくるピクトの集合体「デカピクト」とあわせて消していくパズルゲーム。
ピクトをタッチすると、画面左(右利き用の場合)の「パレット」に吸い込まれる(最大8個)。また、×印のついた「オジャマピクト」は吸い取ることができない。フィールドの空きスペースをタッチすると、パレットのピクトを配置できる(一番上にあるものから)。デカピクトとピクトを合わせて、縦又は横に4つ以上並べるか、2×2以上の四角形を作ることで消える(ピクトだけ又はデカピクトだけでは消すことができない)。デカピクトの一部を消した場合、デカピクトの残りは高速落下する。デカピクトの落下する列にピクトがある場合、そこでピクトに変化する。ピクト(デカピクト)を消すと、上画面にマリオなどのファミコンキャラクターが描かれていく。キャラクターを完成させるとステージクリアとなる。ピクトがフィールドの一番上に詰まり、デカピクトが降ってこられない状況が3秒続くとゲームオーバーとなる。ゲームオーバーになる前に「DANGER!」の文字と共に、いくつかのピクトが点滅する。そのピクトをどかすことでゲームを続けられる。また、「POW」を押すと、下から2段分のピクトが消え、残りのピクトが下に落ちてくる。その場合、パレットが1マス分使えなくなる。塞がったパレットは、パレットの上にある回復ボタンで、1マスにつき「コイン」を5枚消費することで使えるようになる。このコインは、1つのデカピクトを完全に消すか、オジャマピクトを1つ消すたびに1枚手に入る。
BGMはYMCKが担当している。

#### 収録モード
GAME
本作でのメインとなるモード。1つのステージには通常の「OMOTE(表)ステージ」とは別に、難易度が高くなった「URA(裏)ステージ」が用意されており、獲得したコインでステージを購入することによりプレイすることができる。またステージをPOWを使用することなくクリアすると結果画面とステージ選択画面のステージ表示で「スター」が付くようになる。
MUSIC
ゲーム中のBGMを聞くことができるモード。BGMはURAステージと同様にGAMEで獲得したコインで購入する。
KIKITE
利き手の設定を行うモード。設定によりパレットとPOWの表示位置が変わる。

### SOMNIUM
『ソムニウム』。2009年1月28日発売。

#### 概要
できるだけ少ない手数で「セル(床)」を動かし、セルと同じ色の「コア(玉)」を合わせて行くパズルゲーム。
セルはタッチペンで動かしたい方向へスライドさせることにより、その列ごと移動する他、白い枠の中で「ループ(輪)」となっており、上下と左右が繋がっている性質を持つ。そして、その性質を駆使してステージ上にあるセルとコアを全て合わせられるとクリアとなる。ステージを進めていくと様々なギミックを持つ特殊なセルとコアが登場するようになり、それらのセルやコアの持つギミックを活用してステージを解いていく。ただし、特殊なセルやコアによりステージクリアに必要なコアをステージ上から落としてしまったり、消滅させてしまうと「FAILED」と表示されて失敗となる。本作には制限時間の概念は存在しないため、穏やかなBGMが流れる中、じっくりと考えて解法を導き出すことになる。ちなみにステージ中に操作をしないまま放置することでBGMが変化する。
上画面にはセルを移動させた回数を表す「MOVE(手数)」とそのステージの平均クリア手数を示す「AVERAGE」が表示されており、ステージ選択画面にてAVERAGEを上回る手数でクリアした場合は水色で表示、AVERAGEを下回る手数でクリアした場合は橙色で表示される。「レベル(難易度)」は1つにつき9つのステージによって構成されており、9ステージ中5ステージをクリアすると、そのレベルをクリアしたことを示す絵が表示され、次のレベルへ進めるようになる。

#### 特殊なセルとコア
バインドセル
セルの四隅をボルトのようなモノで固定された外見を持つセル。このセルが存在する列は動かすことができない。
アローセル
灰色の矢印が付いたセル。このセルをコアに合わせると、矢印の方向に向かってコアが1セル分移動する。
ライトアローセル
黒枠で白色の矢印が付いたセル。コアを移動させる性質はアローセルと同じだが、一度コアを移動させると矢印が消滅し、通常のセルになる。
ブランクコア
白色のコア。ステージクリアには関係がないコアで、ステージ上から落としても失敗とならない。主にコアにぶつけて移動させるのに使う。
アイスセル
氷色のセル。アローセルを使って移動させたコアを滑らせる性質を持つ。
ブロックコア
四角錐の形をした鉄のオブジェクトのようなコア。アローセルやアイスセルで移動しているコアを弾く性質を持ち、またセルをスライドさせても移動しない。
ショックボム
真ん中に模様が描かれた赤色のコア。コアやブロックコアにぶつけると十字方向に爆発し、爆発範囲内にあるコアやブロックコアを消滅させる。
カウントボム
真ん中にカウントが表示されている赤色のコア。セルを動かす毎にカウントが下がっていき、カウントが0になると爆発する。爆発範囲はショックボムと同じ。
アンロックスイッチ
ボタンのような模様が描かれたセル。このセルをコアに乗せることで、バインドセルのボルトのような部分が外れ、移動できるようになる。
サイクルスイッチ
回り矢印が付いたコア。このセルをコアに乗せることで、アロースイッチの向きが回転する。左回りのモノは左に90度、右回りのモノは右に90度回転し、回り矢印が2つあるモノは反転する。
コネクトスイッチ
真ん中に十字が描かれた四角形の模様があるセル。このセルをコアに乗せることで、白い枠同士で区切られた部分が合体する。

### nalaku
『ナラク』。2009年2月25日発売。

#### 概要
上から落下する「キューブ」の下敷きになったり、時間経過により崩壊したフロアと一緒に奈落へ落ちてしまわないように「フロア」を登って行くアクションゲーム。
落下するキューブはフロアに写る影を頼りにして、回避していく。プレイヤーと同じフロアに積まれているキューブは掴んで押したり引いたりすることができ、下のフロアに落下させてフロアを整地したり、奈落へ落とすことができる。ただし、押す方向に別のキューブが存在している場合は押すことが、キューブの上に別のキューブが積まれている場合はキューブ自体を動かすことができなくなる。プレイヤーには「ライフメーター」が存在し、時間経過や落下したキューブの下敷きになると減少。キューブの下敷きになった時にライフメーターが0になるとゲームオーバーになる。なお、時間経過による減少では0にはならずゲームオーバーにはならないものの、メーターの残量が底を突きかけると一定時間全ての行動ができなくなる「息切れ」を起こすようになる。最下段のフロアは時間経過により力を失っていき、やがて崩壊して奈落へ落下していく。その際、フロア崩壊に巻き込まれて一緒に奈落へ落ちてしまうとライフメーターの量に関係なく即座にゲームオーバーとなる。プレイヤーが踏んだキューブには色が変わり、一列全てのキューブを踏んだり、同じフロアのキューブを全て踏むことで様々な効果を得ることができる。

#### 特殊なキューブ
エネルギーキューブ
虹色に光るキューブで、このキューブの上に乗ることでライフメーターが回復する。回復量はモードによって異なる。
ボムキューブ
黒色のキューブで、落下してから一定時間後に爆発。ボムキューブを中心にして横3マス、縦3マスの範囲にあるキューブを全て消滅させ、爆発時に消滅範囲内に居た場合は奈落へ落下してゲームオーバーとなる。ただし、このキューブを掴んでいる間は爆発しない。爆発する前にこのキューブの上に乗ることにより、プレイヤーと同じ向きに存在する同じフロアのキューブをまとめて吹き飛ばすことができる「ボムショット」のストックが一つ増える。
ゴールキューブ(10FLOORのみ)
白色のキューブで、10FLOORでゴール地点となる10フロア目に落下したキューブは自動的にこのキューブになる。そしてプレイヤーがこのキューブの上に乗るとクリアとなる。掴んで動かしたり、ボムショットで吹き飛ばすことはできない。

#### 収録モード
10FLOOR
横5マス、縦5マスで構成されたフロアを駆け巡って10フロア目を目指し、10フロア目に到達するまでの獲得したスコアを競うモード。キューブを踏む毎に得点が入り、同じフロアの横、もしくは縦一列のキューブを踏んで色を変えることで「ラインボーナス」となり、ボーナス得点を獲得することができる。また、ラインボーナスをより多く発生させることにより、ラインボーナスのランクが上昇。キューブを踏んだ時に付く色が変化して、キューブを踏んだ際に入る得点や、ラインボーナスを成立させた時のボーナススコアがより高くなっていく。逆にラインボーナスが成立してるキューブが落下したり、ボムキューブが爆発して消滅した場合はランクが下がることになる。
∞FLOOR
ゲームオーバーになるまでフロアを登り続けていくモード。このモードのフロアは10FLOORとは異なり、横3マス、縦3マスとなっている。同じフロアにあるキューブを全て踏むことで「フロアフラッシュ」となり、ライフメーターが全回復する。キューブを踏んだ時に付く色は10フロア毎に変化する。
BREAK
10FLOORをクリアした時のリザルト画面で流れるムービーを見ることができるモード。

### HACOLIFE
『ハコライフ』。2009年2月25日発売。

#### 概要
「立方体(箱)」をテーマにしたパズルゲーム。
用意された大きな紙から余分な紙が出ないように立方体の「展開図」を切り取り、切り取った展開図を折り曲げて立方体を完成させるのが目的となる。

#### 収録モード
TRIAL
制限時間内に10問の問題で構成された「ランク(難易度)」をクリアしていくモード。問題で出題される紙はいくつかパターンの展開図によって組み合わされており、その紙を余分の部分が出ないように展開図を切り取り、立方体を組み立てていくとその問題はクリアとなる。問題を開始してから少し時間が経つとヒントとして組み合わされている展開図のパターンが表示されるが、問題によってはヒントで表示されたモノ以外の展開図のパターンを使ってもクリアできるモノも存在する。1問につき10点満点で問題を解く時間が長かったり、問題をパスすると減点。10問を終えた時点で100点満点中、70点以上を獲得するとランククリアとなる。なお、100点でクリアするとランクをクリアするまでに掛かった時間が表示されるようになる。全14ランク構成で、このモードの進行具合により、後述のFACTORYモードで選択可能なランクが増えたり、プレイヤーの分身となるキャラの様子が変わっていく。
FACTORY
制限時間内で大きな紙からできるだけ多くの立方体を作っていくモード。TRIALとは異なり、紙は途切れること無く、画面上部の方へ続いており、立方体を作って使える部分が無くなると「SENDボタン」をタッチして紙を下の方へずらし、そこから更に立方体を作ることを繰り返していくのが主な流れとなる。多くの立方体を作れば作るほどランク終了時にもらえる報酬が増えていく。この時、連続で立方体を作っていくことによりボーナスが成立。最大16倍の倍率がかかり、報酬を大幅に上昇することができる。逆にSENDで紙をずらした際に、画面下部にある「シュレッダー」で紙を無駄にしたり、上から落下する「爆弾」が紙の上に乗ってから時間が経過、もしくはシュレッダーでの処理により爆発して紙を燃やされると、ペナルティーとして無駄にした分の額をもらえる報酬から引かれることになる。爆弾は爆発するまでに立方体の底面に来るように組み立てると回収することができ、回収した爆弾の数に応じてボーナス報酬が得られる。また、爆弾が落下するタイミングを見計らって紙をずらしたり、出来上がっている展開図を折り曲げたりして落下した爆弾を穴に落とすことで消滅させることも可能である。全8ランク構成で、上のランクに行くほど、紙の値段が上がっていき、立方体を作ることで得られる報酬が大きくなるが、同時に紙を無駄にした際に引かれる額も大きくなる。また報酬を溜めていくことでタイトル画面で表示される箱庭用のアイテムを入手でき、箱庭が段々賑やかになっていく。

### DIGIDRIVE
『デジドライブ』。2009年11月4日発売。
bit Generationsの『DIGIDRIVE』をDSiウェア向けにリメイクしたもの。
ゲームの内容はbit Generations版を踏襲。新規要素として、タッチペンで操作するTOUCHが追加された。従来の十字キーとボタンで操作するモードはORIGINALとなっている。
TOUCHではシェイプを誘導したい方向の道をタッチすることでシェイプを誘導していく。回数制限のある任意のタイミングで発動する方法のアタックがORIGINALと異なり、アタックシェイプが出現しなくなった代わりにストック図形に直接タッチすることにより、即座にアタックすることができる。

## Wiiウェア版ラインナップ
Wiiウェアで5タイトル展開。なお、Wiiショッピングチャンネルのサービス終了に伴い、現在はすべてのタイトルが購入不可となっている。

### CUBELEO
『キューブリオ』。2009年5月12日発売。北米・欧州版のタイトルはCUBELLO(キューブロ)。

#### 概要
コアとコアから生み出されたキューブで構成されたキューブの集合体「キューブリオ」に向けてキューブを撃ち、キューブを崩していくガンシューティングパズルゲーム。
ゆっくりと回転しながら接近してくる「キューブリオ」に照準を合わせてボタンを押すと残弾数を示すマガジン内のストックを1個消費してキューブが発射され、「キューブリオ」にくっつく。「キューブリオ」のキューブは同じ色のキューブを4個以上繋げると崩すことができ、マガジンのストックが尽きる前にコア以外のキューブを全て撃ち崩すとステージクリア。キューブを全て崩すまでにマガジンのストックが尽きた場合はゲームオーバーとなる。
マガジンは1度キューブを崩す毎にストックが3個補充され、最大10個までキューブをストックすることが可能。「キューブリオ」が画面いっぱいまで接近して接触されるとペナルティーとしてマガジンのストックが3個減少する。「キューブリオ」以外の場所でボタンを押してもキューブが発射されず、不要な色のキューブを捨てるといったことはできない。「キューブリオ」にキューブを撃つと反動で「キューブリオ」の回転が変化するため、マガジン内のキューブの色のことを考えてキューブを撃つ必要がある。
ボーナスタイム
「キューブリオ」のキューブを消す毎にスロットが出現し、4つの枠の模様が全て揃うと「ボーナスタイム」が開始。一定時間の間、マガジンのストックを消費することなく、現在のキューブで表示された色のキューブを撃ちまくることができる。「ボーナスタイム」中に「キューブリオ」上から現在のキューブで表示された色のキューブがなくなった場合は別の色に切り替わる。一度に崩したキューブの数により最大6つまでスロットの枠が増えるが、スロットの枠数に関係なく模様が4つ揃えば「ボーナスタイム」が始まるため、スロットの枠が多い程「ボーナスタイム」に入る確率が増えるということになる。
スーパーボーナスタイム
スロットには白色の模様の他に赤色の模様が混ざっており、それが4つ揃うと「スーパーボーナスタイム」が開始される。「スーパーボーナスタイム」中は現在のキューブが虹色の特殊なキューブになり、発射されるキューブが全て照準を合わせたキューブと同じ色に変化するようになる。

#### 収録モード
STAGE
「キューブリオ」のキューブを全て撃ち崩してステージをクリアしていくモード。全36ステージ。レベルは6つで、更に各レベルはA～Fの6つのステージで構成される。レベルが上がるとキューブの色数が増えて難易度が上昇する。このモードではターン数が表示され、ステージをクリアするまでにかかったターン数が記録される。
ENDLESS
ゲームオーバーになるまでに獲得できたスコアを競うモード。ターン数と残りキューブ数の代わりにスコアが表示される。

### ORBITAL
『オービタル』。2009年5月12日発売。北米・欧州版のタイトルはORBIENT(オービエント)。bit Generationsの『ORBITAL』をWiiウェア向けにリメイクしたもの。
bit Generations版からステージ数の増加、グラフィック、エフェクトの強化が施された他、新たなギミックとして「ブラックホール」が登場する。
ブラックホール
紫色の枠線と黒い円で表現された天体で自機の惑星を吸い込もうとする。吸い込まれてしまうとライフが1個減らされて、ステージの初めからやり直しとなる。出現するステージでは不穏な効果音が鳴り響くようになる。

### DIALHEX
『ダイヤルヘックス』。2009年5月12日発売。北米・欧州版のタイトルはROTOHEX(ロトヘックス)。bit Generationsの『DIALHEX』をWiiウェア向けにリメイクしたもの。
bit Generations版からの変更点はbit Generations版では固定だったアイテムピースの色が、アイテムピースを動かす毎に変化するようになったことと、新規モードであるSPRINTモードの追加である。
SPRINTモード
指定された色の「ターゲットメーター」を全て埋まるまでのタイムを競うモード。他のモードと比べてピースの落下ペースが大幅に上がった状態から始まり、素早くピースを消していかないとあっという間にフィールドが全てピースで埋まってしまいゲームオーバーになってしまう。選択できるピースの色数は最初は3色のみだが、ステージをクリアする毎に増えていき最大8色まで増える。

### Lightstream
『ライトストリーム』。2011年9月6日発売。北米・欧州版のタイトルはlight trax(ライトトラックス)。bit Generationsの『dotstream』をWiiウェア向けにアレンジしたもの。
bit Generations版からの変更点として横一直線のみだったコースが上下左右だけでなく立体の表現を加えた三次元的なものに進化。また、formationモードが廃止された代わりに新規モードとしてfreewayモード、tourモード、cruisingモードが追加されている。
freewayモード
多くの「NPCライン」が駆け巡る高速道路のようなコースを疾走するモード。制限時間内に得られたスコアや走行距離を競う。スコアはコースを走行している「NPCライン」を隣のレーンで追い越す、走行距離、後述の「クロスボーナス」、「目的地ボーナス」を成立させることで加算される。制限時間がなくなるとゲームオーバー。制限時間は時々出現する点滅するラインを隣のレーンで追い越したり、「目的地ボーナス」で増やすことができる。
また、スコアを競う遊び方以外にcampaignモードにて各GPで優勝し、次のGPを開放する時もこのモードを使用する。その場合は制限時間内に指定されたエリアへ向かう。無事にエリアに到着できるとcampaignモードで新たなGPが開放されて選択できるようになる。
ギア
「NPCライン」の隣のレーンを並走するとスリップメーターが溜まっていき、100%まで溜まると一段上のギアへの変速が可能になり、更に速いスピードで走行できるようになる。最大6速まで変速でき、上のギアになるほど速度が増すが、同時に「NPCライン」の回避が難しくなる。ギアが2nd以上の状態で「NPCライン」に横から接触した場合はスリップメーターが50%減少、「NPCライン」の真後ろに激突した場合はスリップメーターが100%減少され、更にギアが強制的にLOに変速させられてしまう。
クロスボーナス
「NPCライン」がレーン変更した箇所を交差するようにレーン変更をすると成立。ボーナススコアを得ることができる。
目的地ボーナス
全てのエリアを開放した後にこのモードを開始すると開始時に目的地が表示されるようになる。目的地に到着できるとボーナススコアの加算と制限時間の回復を得られる。エリアに到着した時のスコアと制限時間の増加量は現在地と目的地への距離に応じて変化する。
tourモード
条件を満たすと出現するモード。campaignモードの全てのGPを連続でプレイする。各GPの合間にはfreewayモードのコースを走行し、目的のエリアへ向かうステージが挿入される。時間内に到着した場合はGPの最初のレースから、時間内に到着できなかった場合はGPの2番目のレースからスタートとなる。
cruisingモード
tourモードと同じく条件を満たすと出現するモード。freewayモードのコースを最大30分間自由に走行できる。ゲーム内のBGMを自由に選択できるほか、設定により「NPCライン」をオフにしたり、「NPCライン」と接触してもスリップメーターやギアへの影響を受けない状態にすることも可能。

### PENTA TENTACLES
『ペンタテンタクルス』。2011年10月18日発売。北米・欧州版のタイトルはROTOZOA(ロトゾア)。日本国内で最後にリリースされたWiiウェア用ソフトである。

#### 概要
体内や深海を思わせる空間に漂う、触手を持つ不思議な生命体「ペンタテンタクルス」を操作し、周囲に漂う「エネミー」と呼ばれる色とりどりの触手を吸収して、どんどん伸ばしていくアクションゲーム。
自機である「ペンタテンタクルス」は数色の触手と面で構成されており、プレイヤーは面を十字キーによる移動とボタンで行える回転で操作。触手は面の動きに合わせて慣性に従ってついていく。「エネミー」はステージ中を漂っており、自機の面、触手と同じ色の「エネミー」に触れることで吸収、触手が1個分伸びていく。違う色の「エネミー」に触れた場合は自機のライフが1個減少し、触れた箇所から先の触手が千切れてしまう。ライフを全て失うとゲームオーバー。触手は、1本から最大5本まで増加。「エネミー」吸収を繰り返して長くなるほど、思い通りに動かすことが難しくなっていく。

#### アイテム
ハートアイテム
自機のライフが1個回復する。
サイクロンアイテム
このアイテムを回収した後に、どちらかの方向に回転をし続けていると画面外から自機へ近づいてくるサークル「サイクロンエナジー」が出現。「サイクロンエナジー」が自機に最も近づいた状態で回転をやめると一定時間自機が高速回転をし、全ての「エネミー」を吸収することができる「サイクロン」を発動することができる。
圧縮アイテム
ENDLESSモード、SNAKEモードで出現。このアイテムに触れた触手が圧縮されて短くなる。5個分、10個分、20個分の3種類存在する。圧縮した触手に違う色の「エネミー」が触れた場合は、触手が千切れずに圧縮が解除される。

#### 収録モード
STAGE
触手をそれぞれ目標の長さまで伸ばすのが目的のモード。全ての触手を目標の長さまで伸ばすことができればステージクリアとなる。目標の長さに達した触手はそれ以上伸びなくなり、違う色の「エネミー」に触れても千切れなくなるが、ライフは減少する。
ENDLESS
クリア目的が存在せず、触手を伸ばしてハイスコアを競うモード。触手が長く伸びた状態でエネミーを吸収する程、得られるスコアが増加。更に一定時間ダメージを受けることなく連続で「エネミー」を吸収していくとコンボが発生。連続で吸収した「エネミー」の数に応じて獲得スコアに倍率がかかるようになる。このモードではレベルにあたる「WAVE」の概念が存在し、スコアの下に表示された「WAVEメーター」を「エネミー」を吸収することで減らしていき、メーターが尽きると画面内の「エネミー」が全て消滅。その後新たな「エネミー」が出現して次の「WAVE」へ突入する。扱える触手の本数はSTAGEモードの進行状況で増えていく。
SNAKE
一本の白色の触手を操作してハイスコアを競うモード。白色の「エネミー」を吸収して触手を伸ばしていく。このモードでは自機に触手がついていない半透明の面が存在し、面に触れた「エネミー」を消滅させることができる。